# Theo Matejko
Theo Matejko (född Matejka), född 18 juni 1893 i Wien, död 9 september 1946 i Thiersee (Kufstein), var en österrikisk illustratör och tecknare. Han var krigskorrespondent i första och andra världskriget. Hans intresse för teknik, idrott och snabba bilar återspeglade sig i talrika illustrationer som publicerades till en början i Österrike och sedermera i Tyskland. Som visionär och varning illustrerade han redan 1933 ett flyganfall på Berlin och en sönderbombad stad.

## Liv och verk

### Tiden i Wien

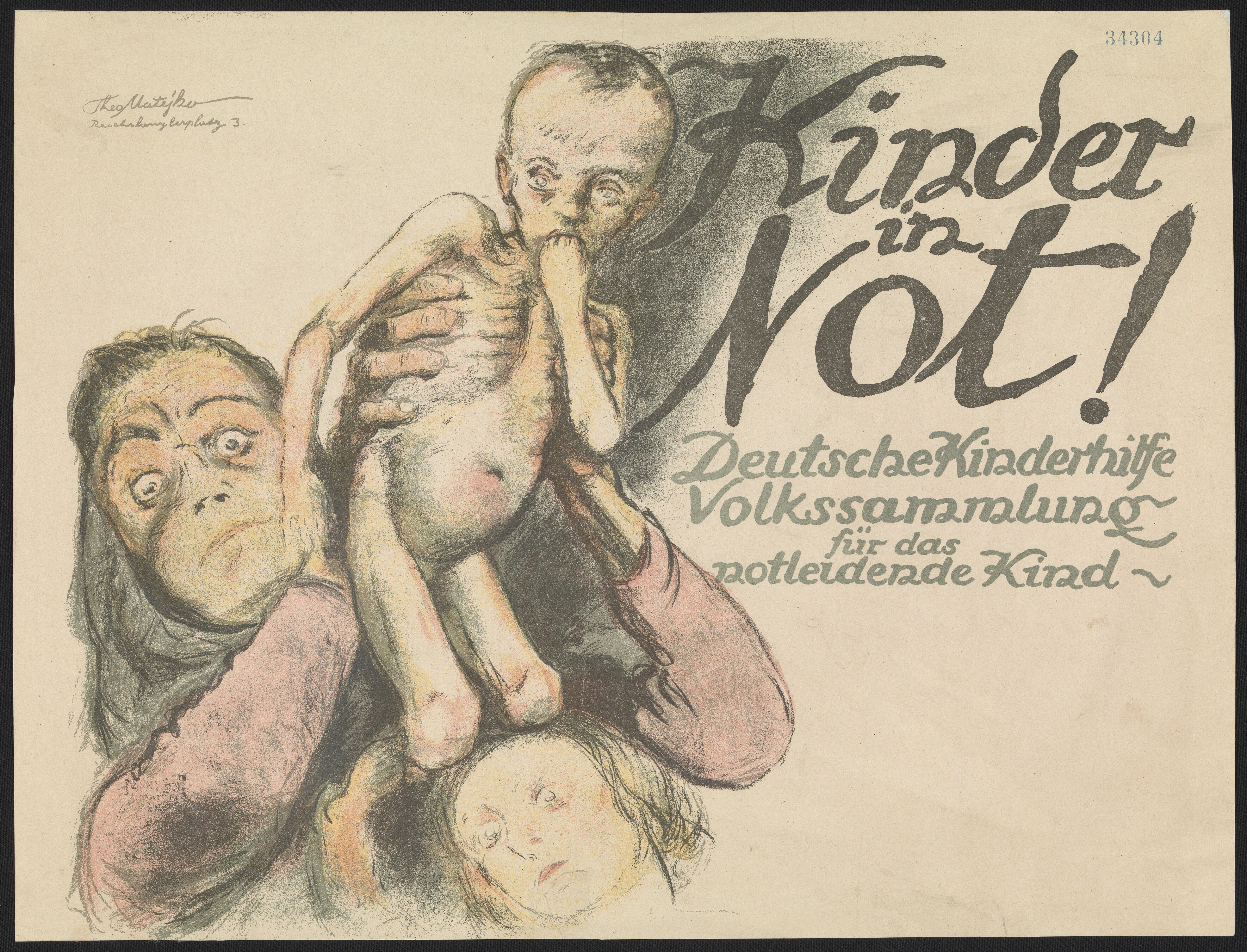
Affisch "Barn i nöd", 1914.

Theo Matejka var autodidakt. Efter 1907 kallade han sig Matejko. Från och med år 1913 uppgav han som yrke ”tecknare” och ”konstmålare”. Hans äldsta kända arbete är en filmaffisch från 1913 som han skapade för en biograf i Wien och hans äldsta bevarade illustration är från 1914. Under första världskriget arbetade han som krigskorrespondent för Kunstgruppe des k.u.k. Kriegspressequartiers i Österrike-Ungerns armé. Redan då tecknade han med blyerts och kol, en teknik som senare i livet skulle bli hans specialitet och kännetecken. 
Mellan 1919 och 1920 blev hans talrika film- och reklamaffischer ett välkänt inslag i Wiens gatubild. Affischerna utgavs av Ateljé Matejko. Deras utformning påverkades av jugendstilen och avvek från de realistiska, hårda krigsillustrationerna från första världskriget. Tidskriften Das Plakat lovordade Matejkos arbeten med bland annat följande ord: "Den enorma dynamiken och rörelsen, som kom till uttryck, ryckte passantens öga till sig, och släppte det inte innan det hade uppfattat hela affischen..." I samma maner skapade Matejko en lång rad teckningar för Wiener Mittagspost, Wiener Woche, och den nystartade tidskriften Der Götz von Berlichingen.

### Tiden i Berlin
Wien blev snart för trångt för Matejko och i oktober 1920 flyttade han till Berlin och fick uppdrag av filmkoncernen Universum Film AG och Ullstein-Verlag med veckotidningen Berliner Illustrirte Zeitung. Säkert bidrog Das Plakats positiva omdömen till den för Matejko gynnsamma  utvecklingen.
Matejkos stora passion gällde idrotten, främst boxning, cykling och fotboll och inte minst motorsporten. Han deltog själv i biltävlingar, bland annat på Avus i Berlin 1925  och Mille Miglia i Italien 1931. Vid pingst 1924 råkade han ut för en svår bilolycka (dock inte under en tävling). För att bearbeta det upplevda som ”tungt lastade på honom” skildrade han olycksscenen gång på gång från sin sjuksäng i form av teckningar. Känd är hans fartfyllda affisch för Der Grosse Preis von Deutschland som ägde rum på Nürburgring den 15 juli 1934. De stora biltävlingarna i Tyskland och Italien bevittnade han med papper och penna under hela 1930-talet.
År 1928 fick han av Berliner Illustrirte Zeitung uppdraget att delta i luftskepp LZ 127 Graf Zeppelins första Amerikaresa. Han skulle dokumentera resan och livet ombord tillsammans med illustratören Ludwig Dettmann och ett antal fotografer och kameramän. Resan avlöpte inte helt utan dramatik. Mitt över Atlanten förstörde en häftig stormby en av stabiliseringsrvingarnas tygspänning och vid Bermuda hamnade luftskeppet i en svår storm. Matejko var med och tecknade olyckan och den påföljande reparationen. Som presstecknare var han van vid att dokumentera händelser när fotoapparater inte fanns på plats. År 1938 utkom det självbiografiska verket Das Theo Matejko Buch med teckningar och hågkomster från 1914 till 1938.
Matejkos förhållande till NSDAP är oklart; medan en del anser att Matejko propagerade för naziregimen och kriget, ger andra en mera differentierad beskrivning av hans position i Tredje riket. Säkert är att han häktades för kort tid på grund av "antinationalsocialistiska aktiviteter" och därefter fortsatte hos Ullstein-Verlag. Men han arbetade även för Nazitidningen Die Wehrmacht och efter 1942 var han krigskorrespondent under  Nationalsozialistisches Kraftfahrkorps (NSKK). 1945 gestaltade han ett av de sista frimärkena för Deutsche Reichspost, som dock inte hann utges.
Stor uppmärksamhet fick Matejkos propagandaaffisch som spreds i slutet av juni 1940 i det av Tyskland ockuperade Frankrike. Affischen i format 123x87 cm visar en leende tysk soldat tillsammans med glada barn. Texten lyder: Populations abandonnées, faites confiance au soldat allemand! (ungefär: "Övergivna befolkningen, lita på den tyske soldaten!"). Det var den första tyska propagandaaffischen i Frankrike under andra världskriget. Matejkos affisch återkommer även som bokomslag på Jan Myrdals affischsamling Sälj krig som margarin som utkom 2007.

### Bomber över oss

Framtidsvision "Bomber över oss", Berlin, 1933.

Enligt Matejko själv plågades han under många år av en framtidsvision om ett flyganfall på en storstad. Som ”en varning till miljoner aningslösa människor i en storstad”  tecknade han detta skräckscenario 1933 under rubriken Bomben über uns (Bomber över oss). Som den drabbade storstaden valde han just Berlin. En av hans illustrationer visande ett sönderbombat Brandenburger Tor med en död kvinna och ett skrämt barn i förgrunden skulle överträffas av verkligheten tio år senare. 
Hans bildserie var tänkt att publiceras 1933 i Berliner Illustrirte Zeitung med det blev aldrig så. De realistiska illustrationerna av ett sönderbombat Berlin var för destruktiva för den nya naziregimen. Theo Matejko lyckades dock offentliggöra skräckscenariot tillsammans med ytterligare tre bilder i sin bok Das Theo Matejko Buch, som utkom 1938. Där beskrev han avslutningsvis sin "varma önskan" att mardrömmen aldrig skulle bli verklighet.
Den suggestiva bilden med det förstörda Brandenburger Tor publicerades den 11 september 1939 i samband med andra världskrigets utbrott i amerikanska tidskriften Life Magazine: A German Artist Draws the New War – Theo Matejko. Bomb victims in Berlin’s Pariser Plaza before the shattered Brandenburg Gate. Publiceringen i Life Magazin undgick inte naziregimen och Matejko fick avtjäna ett kortare fängelsestraff "på grund av pacifistiska aktiviteter".

### Efterkrigstiden
Kort innan krigsslutet lämnade han och hustrun Erika infernot i Berlin. Hans ateljé vid Kurfürstendamm låg i ruiner och en stor del av hans arbeten var förstörda. Tillsammans med vännen, racerföraren Hans Stuck, tog sig paret till Sydtyskland och stannade ett tag hos Stuck. Därefter bosatte de sig i Sankt Anton am Arlberg i Österrike. Theo Matejko arbetade för en satirisk tidning i Bregenz och hustrun medverkade vid filminspelningar i Thiersee. Där avled han den 9 september 1946 i följderna av ett slaganfall. Matejko var gift två gånger, båda äktenskap förblev barnlösa.

## Affischer (urval)

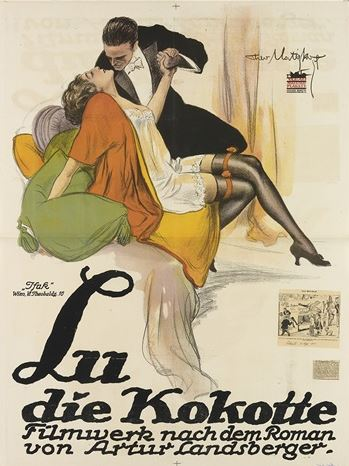
"Lu die Kokotte", 1919
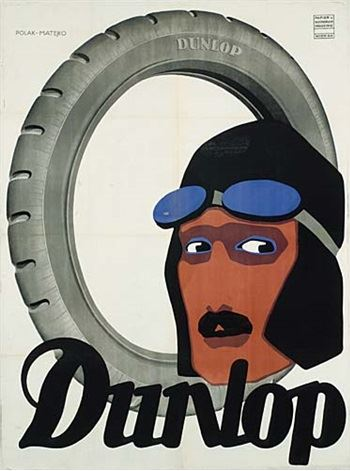
"Dunlop", 1919
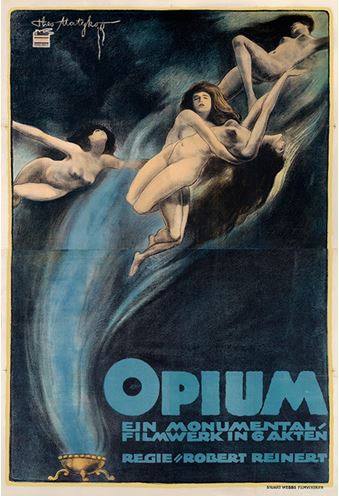
"Opium", filmaffisch, 1919
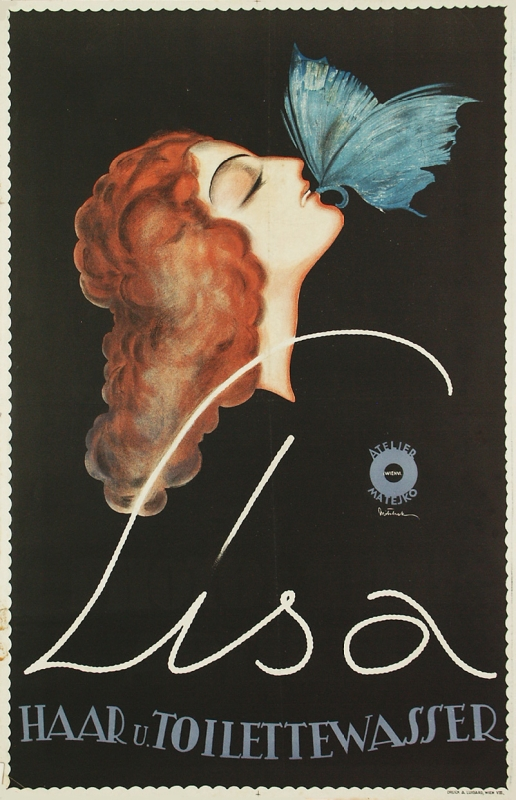
Hårvatten "Lisa", 1920

## Andra arbeten (urval)

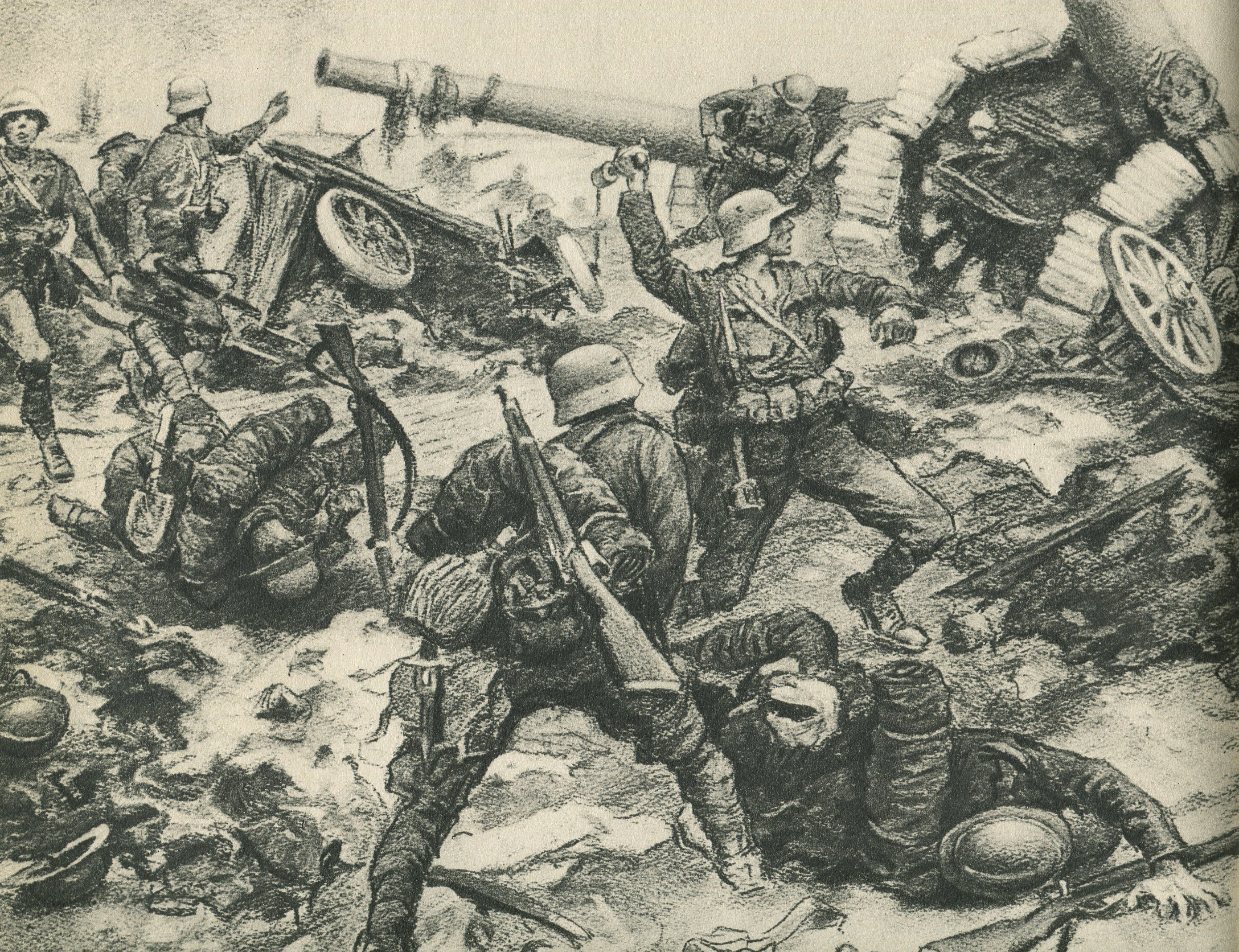
Första världskriget, fronten vid Tolmin, 1917
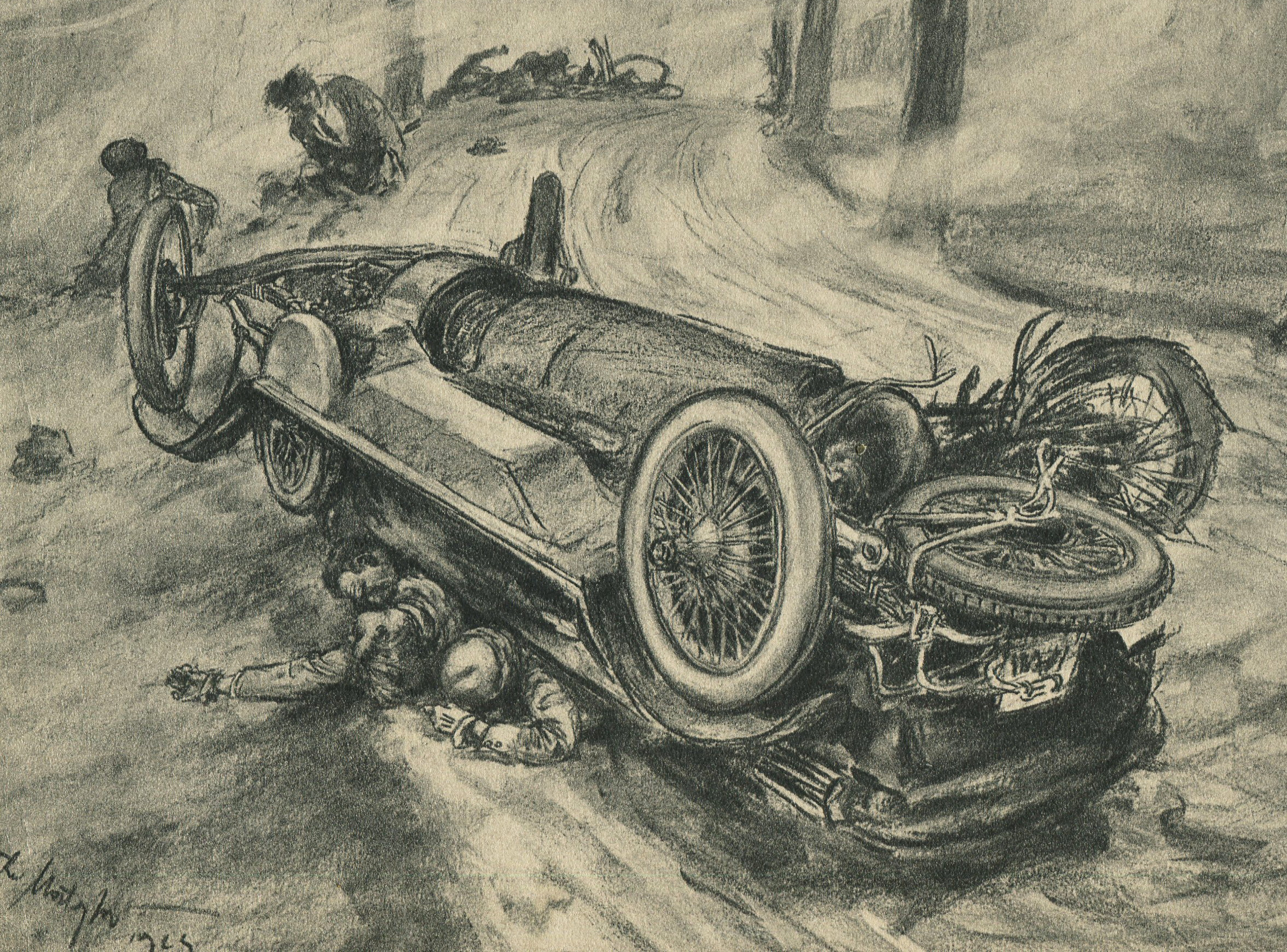
Matejkos egen bilolycka, 1924
Sven Hedins dödskaravan genom Takla-Makan-öknen, 1935
Mercedes-Benz, Silberpfeil "Med 300 km/h på raksträckan", 1938